# Аполонія (футбольний клуб)
ФК «Аполонія» (алб. Klubi i Futbollit Apolonia Fier) — албанський футбольний клуб з міста Фієрі, заснований у 1925 році. Виступає в Першій лізі. Домашні матчі приймає на стадіоні «Лоні Папучю», потужністю 8 800 глядачів.

## Титули
- Володар Кубка Албанії: 1997-98